# Australische Badmintonmeisterschaft 2015
Die Australische Badmintonmeisterschaft 2015 fand vom 2. bis zum 5. September 2015 in Hobart statt.

## Sieger und Platzierte
| Disziplin    | Gold                           | Silber                      | Bronze                             |
| ------------ | ------------------------------ | --------------------------- | ---------------------------------- |
| Herreneinzel | Ashwant Gobinathan             | Rizwan Azam                 | Stuart Rowlands                    |
| Herreneinzel | Ashwant Gobinathan             | Rizwan Azam                 | Michael Fariman                    |
| Dameneinzel  | Joy Lai                        | Ena Chen                    | Tiffany Ho                         |
| Dameneinzel  | Joy Lai                        | Ena Chen                    | Alice Wu                           |
| Herrendoppel | Rizwan Azam Michael Fariman    | Stuart Rowlands Lionel Seah | Ashwant Gobinathan Athi Selladurai |
| Herrendoppel | Rizwan Azam Michael Fariman    | Stuart Rowlands Lionel Seah | Devendra Herath Tom Thomas         |
| Damendoppel  | Tiffany Ho Elena Kwok          | Ena Chen Kumi Honmura       | Grace Hanratty Vinning Mak         |
| Damendoppel  | Tiffany Ho Elena Kwok          | Ena Chen Kumi Honmura       | Joy Lai Alice Wu                   |
| Mixed        | Stuart Rowlands Talia Saunders | Lionel Seah Ena Chen        | Chad Whitehead Lisa Vuong          |
| Mixed        | Stuart Rowlands Talia Saunders | Lionel Seah Ena Chen        | Eric Vuong Jennifer Tam            |